# فرانك نيكولاي
فرانك نيكولاي (بالإنجليزية: Frank Nikolay)‏ هو محامي وسياسي أمريكي، ولد في 1 سبتمبر 1922، وتوفي في 10 ديسمبر 2011. حزبياً، نشط في الحزب الديمقراطي. وقد انتخب عضو جمعية ولاية ويسكونسن.